# دين إيفانز
دين إيفانز (بالإنجليزية: Dean Evans)‏ (7 مارس 1990 ببرث في أستراليا - ) هو لاعب كرة قدم أسترالي في مركز الوسط. لعب مع نادي برث غلوري ونادي كيتشي ونادي برث وSham Shui Po SA ‏ وStirling Macedonia FC ‏.

## وصلات خارجية
- دين إيفانز على موقع قاعدة بيانات كرة القدم.إي يو (الإنجليزية)
- دين إيفانز على موقع عالم كرة القدم.نت (الإنجليزية)